# 수도전기공업고등학교
수도전기공업고등학교(首都電氣工業高等學校)는 대한민국 서울특별시 강남구 개포동에 있는 사립 고등학교이다.

## 학교 연혁
- 1924년 3월 : 전기기술자 양성을 목적으로 경성전기학교 설립
- 1962년 4월 : 수도공업고등학교로 개칭
- 1977년 9월 : 특수목적(한전사원양성) 고등학교로 지정
- 1978년 3월 : 수도전기공업고등학교로 개칭
- 1979년 3월 : 신축교사(강남구 개포동 현 교사)로 이전
- 1979년 10월 : 신축교사 준공식(대지 103,622m2 건물 45,171m2)
- 1981년 10월 : 전국 실업계 고등학교(공업부문)운영 종합심사 결과 최우수교로 표창
- 1994년 12월 : 서울시 우수공고 표창
- 1997년 12월 : 서울시 학교 평가 최우수교로 선정
- 1998년 1월 : 서울시 발명시범운영학교 지정
- 1998년 9월 : 정보통신부 지정 우수 시범학교
- 2000년 12월 : 고등학교 컴퓨터교육 우수학교 표창(서울특별시 교육청)
- 2002년 9월 : 산업자원부 기초인력양성사업학교 선정
- 2005년 12월 : 과학교육 우수학교 표창(서울특별시 교육청)
- 2006년 1월 : 교육인적자원부지정 실업계고등학교 학교기업 선정(태양광 발전사업)
- 2008년 12월 : 마이스터고등학교 지정, 고시(서울특별시 교육청)
- 2010년 3월 : 마이스터고등학교 개교
- 2010년 3월 : 제18대 강희태 교장(마이스터고 초대) 취임
- 2013년 2월 : 마이스터 1기 196명 졸업
- 2018년 2월 : 제90회 졸업식 (특성화 38회/마이스터6기 198명)
- 2022년 9월 : 제21대 최명호 교장 취임[1]

## 학과
- 전기에너지과

75년의 역사를 지켜 온 과로써, 전기에너지를 생산 수송 공급하는 전력 계통과 관련된 각종 설비를 운용하고 유지관리하는 전물기술인을 양성하고 있다.
- 에너지전자제어과

에너지전자제어과는 학년당 2개의 학급으로 편제되어 산업현장 전문가의 컨설팅을 받아 만들어진 교육과정과 기자재 및 교육 시스템으로 언제나 전자, 전기 분야와 자동제어분야 기술인을 양성하고 있다. 또한, 미래 4차 산업혁명을 선도하는 융합형 신인재를 키워나가고 있다.
- 에너지기계과

1940년에 설치된 과이다. 학년 당 2개 학급으로 구성되어 있고 1979년도 개포동 교사 이전과 함께 2800평방제곱미터의 면적의 기계과 실습동이 새로이 준공하여 인재를 양성하는 데 주력하고 있다. 대부분의 졸업생들은 발전사 및 공기업, 기계 제작 및 설계 등의 분야에 진출한다.
- 에너지정보통신과

에너지정보통신과는 ICT 인재양성을 목표로 하고 있다. 정보통신에 관한 기초지식과 기술을 익히고, 에너지 관련 정보통신 설비의 설계, 설비구축, 운영정비 실무 및 융합능력을 갖춘 인재를 양성하고 있다.

## 학교 소개
- 학교 교육목표 : 미래 에너지 산업을 이끌어 갈 건강하고 행복한 인재 육성
- 교훈 : 창의(創意), 열정(熱情), 도전(挑戰)
- 교호 : 나 하나는 수도의 전부다.(진眞), 우리는 우리들 스스로의 위신을 지킨다.(선善), 나는 높은 이상으로 내일을 창조한다.(미美)
- 교목 : 은행나무
- 교화 : 개나리
- 교성 : 시리우스 : 생각의 지평선을 넓히고 광활한 우주의 호연지기를 키워나가는 수도인의 꿈과 희망을 상징
- 위인 : 정약용 : 합리주의적 과학정신을 중시하고 인문과 과학 기술의 통섭과 융합의 롤 모델[6]

## 참고 문헌
- 수도전기공업고등학교 - 한국교육학술정보원 학교알리미

## 같이 보기
- 경성고등예비학교 육상단